# Comando Estratégico de Estados Unidos

Emblema del Comando Estratégico

El Comando Estratégico de Estados Unidos (abreviado como USSTRATCOM) es uno de 9 comandos unificados en el Departamento de Defensa de Estados Unidos. Fundado el 1° de junio de 1992 y con sede en la Base Aérea Offutt en Nebraska, USSTRATCOM es responsable de la disuasión estratégica, los ataques globales y la operación de la Red de Información Global del Departamento de Defensa. También proporciona una gran cantidad de capacidades para apoyar a los demás comandos combatientes, incluida la advertencia estratégica; defensa integrada contra misiles; y comando global, control, comunicaciones, computadoras, inteligencia, vigilancia y reconocimiento (C4ISR). Este comando dinámico brinda al liderazgo nacional un recurso unificado para una mejor comprensión de las amenazas específicas en todo el mundo y los medios para responder a esas amenazas rápidamente.